# Nowy Świat (województwo opolskie)
Nowy Świat – wieś w Polsce położona w województwie opolskim, w powiecie brzeskim, w gminie Lubsza.
W latach 1975–1998 miejscowość położona była w województwie opolskim.
Na terenie wsi znajdują się: ferma trzody chlewnej, kapliczka, 2 przystanki autobusowe i świetlica.